# Cannabinoidi
I cannabinoidi o cannabinoli sono sostanze chimiche di origine naturale e biochimicamente classificati come terpenofenoli. Sono composti accomunati dalla capacità di interagire con i recettori cannabinoidi.

## Tipologie

### Fitocannabinoidi
I fitocannabinoidi sono terpenoidi bioattivi trovati in alcune piante angiosperme, piante epatiche e funghi. Inizialmente si pensava che fossero solo presenti nella Cannabis sativa ma successivamente è stata scoperta la presenza nella specie Rhododendron, in alcuni legumi, nel genus Radula delle piante epatiche e in alcuni funghi.
A tutt'oggi sono stati identificati oltre un centinaio di tali composti, molti dei quali ancora poco studiati o artefatti d'ossidazione.
Per quanto riguarda la Cannabis sativa, i più importanti sono:
- il tetraidrocannabinolo (THC, Δ9-THC) principale
- il cannabidiolo (CBD)
- il cannabinolo (CBN)
- il cannabicromene (CBC)
- il cannabiciclolo (CBL)
- il cannabielsoino (CBE)
- il cannabigerolo (CBG)
- il cannabinidiolo (CBND)
- il cannabitriolo (CBT)
- la cannabivarina (CBV)
- la cannabidivarina (CBDV)
- la tetraidrocannabivarina (THCV)
- la cannabicromevarina (CBCV)
- la cannabigerovarina (CBGV)
- il cannabigerolo monoetiletere (CBGM)
- il tetraidrocannabiforolo (THCP)
- il cannabidiforolo (CBDP)
- il esaidrocannabinolo (HHC)

In Italia, dal 30 aprile 2013 è autorizzato Sativex, un medicinale contente estratti a base di Cannabis sativa, a contenuto standardizzato di fitocannabinoidi: in ogni 100 microlitri di prodotto sono presenti 2,7 mg di THC e 2.5 mg di CBD. Sativex è indicato come trattamento per alleviare i sintomi in pazienti adulti affetti da spasticità da moderata a grave dovuta alla sclerosi multipla (SM) che non hanno manifestato una risposta adeguata ad altri medicinali antispastici e che hanno mostrato un miglioramento clinicamente significativo dei sintomi associati alla spasticità nel corso di un periodo di prova iniziale della terapia.

### Cannabinoidi sintetici
Il termine fu coniato per differenziare una famiglia di composti che ricalca le caratteristiche dei cannabinoidi naturali, alcuni di questi sono stati realizzati in laboratorio a scopo terapeutico e di ricerca includendo le qualità degli endocannabinoidi per venire metabolizzate nei recettori CB1 e CB2 ma senza la stessa efficacia che possiedono i cannabinoidi naturali, altri (che poco hanno a che vedere con i primi se non che condividono la caratteristica di essere tutti sintetici) non hanno mai trovato il loro scopo in medicina, destinati prevalentemente a mercati illeciti, con conseguente assenza di studi sulla salute, mirati ad agire solo sul nostro sistema endocannabinoide ma con effetti molto più intensi anche su altri recettori.
Questi nuovi cannabinoidi sintetici oltre ad un'elevata tossicità, sono anche causa di infarti, ictus e forte dipendenza in quanto più paragonabili ad altre droghe sintetiche che alla cannabis terapeutica, vengono prodotti unicamente per soddisfare la popolazione al solo fine ludico, vengono spesso spruzzati su miscele di erbe e commercializzati come legali sostituti della cannabis, nei casi in cui siano destinati a mercati illeciti vengono spruzzati su infiorescenze di canapa senza THC e applicati anche aromi spray simili a quelli dei terpeni delle inflorescenze di canapa naturale al fine di ingannare gli acquirenti.
I governi di tutto il mondo hanno iniziato a vietare queste sostanze chimiche, ma essendo "designer drugs", ogniqualvolta una struttura chimica viene dichiarata illegale, ne emergono 3 nuove legali, con effetti ancora più sconosciuti sul cervello e corpo umano. Queste miscele pericolose sono in continua circolazione, specialmente nei luoghi in cui le leggi sulla cannabis sono più severe.
Si pensa che siano stati prodotti più unici cannabinoidi sintetici di quelli che si possano trovare in natura e la lista sia in continua espansione
- acido ajulemico
- nabilone
- dexanabinol
- levonantradolo
- HU-210 agonista specifico per i recettori CB2
- HU-308
- Win 55212-2
- SR 141716A antagonista specifico per i recettori CB1
- SR-144526
- SR-144528 antagonista specifico per i recettori CB2
- CP 47,497 agonista totale sui recettori CB1
- CP 55,940
- JWH 015[10]
- JWH 018[10] utilizzata su prodotti come "Spice".
- JWH 073[10]
- JWH 081[10]
- JWH 122[10]
- JWH 200[10]
- AM 694[10]
- MDMB-4en-Pinaca[11]

### Cannabinoidi endogeni (endocannabinoidi)
Con il termine endocannabinoidi, coniato nel 1995 dagli italiani Di Marzo e Fontana, si identifica una nuova classe di messaggeri lipidici accomunati dalla capacità di interagire con i recettori cannabinoidi. Questi composti organici si generano nel proprio corpo e si processano a livello del sistema nervoso centrale o nel sistema nervoso periferico. A livello del sistema nervoso centrale, gli endocannabinoidi sono metabolizzati nei recettori CB1 e a livello del sistema nervoso periferico sono invece metabolizzati nei recettori CB2.
Gli endocannabinoidi al momento conosciuti sono: 
- anandamide (arachidonoiletanolamina, AEA)
- arachidonoilglicerolo (2-arachidonoilglicerolo, 2-AG)
- noladin (2-arachidonil gliceril etere, 2-AGE)
- virodamina (Arachidonic acid-2-aminoetil-estere.HCl)
- N-arachidonoildopamina (NADA)

## Uso terapeutico dei cannabinoidi
Le terapie alternative come quelle a base di cannabinoidi esistono principalmente come analgesici ed anti-convulsivi.
| Principali patologie per il trattamento a base di cannabinoidi | Principali patologie per il trattamento a base di cannabinoidi | Principali patologie per il trattamento a base di cannabinoidi | Principali patologie per il trattamento a base di cannabinoidi |
| -------------------------------------------------------------- | -------------------------------------------------------------- | -------------------------------------------------------------- | -------------------------------------------------------------- |
| Insonnia                                                       | Cefalea                                                        | Dolore Mestruale                                               | Stress                                                         |
| Dolore Cronico                                                 | Cancro                                                         | Epilessia                                                      | Fibromialgia                                                   |
| Endometriosi                                                   | Depressione                                                    | Sclerosi Multipla                                              | Parkinson                                                      |
| Diabete                                                        | HIV/AIDS                                                       | Alzheimer                                                      | Nausea e Vomito                                                |
| Malattia di Crohn                                              | Schizofrenia                                                   | Psoriasi                                                       | Asma                                                           |
| Glaucoma                                                       | Malattia Autoimmune                                            | Sindrome di Tourette                                           | Spasticità                                                     |

L'utilizzo dei cannabinoidi per il trattamento delle sopracitate patologie non implica una guarigione; infatti la loro funzione nel trattamento è principalmente palliativa, ossia svolge il compito di alleviare o comunque di contrastare gli effetti collaterali che la maggior parte delle terapie tradizionali portano con sé, nel tentativo di curare queste patologie o condizioni mediche.
I cannabinoidi, agendo insieme ai terpeni e flavonoidi, sono gli elementi base tra le caratteristiche terapeutiche della cannabis. Esistono altri cannabinoidi di cui però ancora non hanno alle spalle ricerche che determinano chiaramente il loro uso terapeutico.

### Il Cannabidiolo
Il Cannabidiolo, meglio conosciuto come CBD, è uno dei cannabinoidi più conosciuto della pianta di Cannabis Sativa L. Insieme al THC, è uno dei componenti più presenti nella pianta di Cannabis essiccata, circa il 40% dei cannabinoidi estraibili dalla Cannabis Sativa L.
Il CBD non ha effetti psicotropici indesiderati e per la Corte di giustizia europea , dal 2020, non è classificabile come stupefacente anche se estratto dalla Cannabis sativa classificata come stupefacente.
Il CBD è riconosciuto da varie autorità sanitarie come principio attivo di farmaci anti-convulsivanti per 2 forme rare di epilessia. Studi e sperimentazioni per altre potenziali proprietà terapeutiche sono stati avviati.
Queste sono alcune delle putative proprietà terapeutiche del cannabidiolo:
- Analgesico
- Rilassante
- Antinfiammatorio
- Antiemetico
- Antitumorale
- Ansiolitico
- Antiossidante

### Il Delta-9-tetraidrocannabinolo (THC)
Il tetraidrocannabinolo (THC) è uno dei principali cannabinoidi che si trovano nella pianta di Cannabis Sativa L.
Una delle caratteristiche più conosciute del THC è che si tratta di un componente psicoattivo della cannabis. A parte questo, il tetraidrocannabinolo presenta alcune proprietà terapeutiche:
- Allevia il dolore: gli effetti analgesici del THC è uno dei principali utilizzi terapeutici della cannabis.
- Allevia nausea[19] e vomito: dal 1980 esistono pillole per pazienti con cancro che contengono THC e riducono gli effetti secondari della chemioterapia, come nausea e vomito.
- Aiuta a dormire[20]: il THC è parzialmente responsabile dell'effetto induttore del sonno che presenta la cannabis terapeutica.